# Facultatea de Automatică și Calculatoare (Universitatea Politehnica din București)
Facultatea de Automatică și Calculatoare s-a deschis în 1963 ca parte integrantă a Universității Politehnica din București (U.P.B) și oferă pregătire în domeniile: structura și arhitectura sistemelor de calcul, sisteme bazate pe microprocesoare, limbaje de programare, sisteme de aplicații software, inteligență artificială și sisteme expert (studenții de la specializarea Calculatoare) și ingineria sistemelor de control, sisteme evoluate de conducere, roboți și sisteme automatizate de producție, bioinginerie și sisteme inteligente, automatizări industriale (pentru studenții de la specializarea de Automatică și Informatica Industrială).

## Planuri de învățământ
În prezent, Facultatea de Automatică și Calculatoare cuprinde trei departamente:
- Automatică și Ingineria sistemelor;
- Automatică și Informatică industrială;
- Calculatoare.

Toate activitățile sunt coordonate de către Consiliul facultății compus din 41 de membri (26 de cadre didactice de la cele 3 catedre, 4 cadre didactice de la alte catedre și 11 studenți). Facultatea pregatește ingineri la cursurile de zi, cu durata de patru ani, în domeniile Calculatoare și Tehnologia Informației și Ingineria Sistemelor.
Pentru absolvenții învățământului superior se organizează cursuri de master, cu și fără taxă. Facultatea de Automatică și Calculatoare oferă absolvenților posibilitatea continuării și aprofundării activității de cercetare prin studiile doctorale în mai multe domenii. Absolvenții cu diplomă ai învățământului universitar pot urma cursuri postuniversitare organizate în cadrul facultății.

## Cercetare
În anii 70 și 80, la Facultatea de Automatică au fost create mai multe calculatoare, multe intrate în producție de serie: CND1, Felix M, Felix PC, Felix MC, HC, aMIC.
În prezent, cercetarea științifică este orientată pe proiecte și programe naționale și internaționale din domeniile: Automatică avansată, Tehnologii informatice moderne, Știința și ingineria calculatoarelor și Arhitecturi de calcul și programare.